# Hamm (Eifel)
Pour les articles homonymes, voir Hamm (homonymie).
Hamm est une municipalité allemande située dans le land de Rhénanie-Palatinat et l'arrondissement d'Eifel-Bitburg-Prüm.

## Monuments

### Histoire du château
Un système de défense moyenâgeux est déjà évoqué en 1052. 
Il sera modifié au cours des siècles. 
Le château actuel, de style gothique, se trouve à l'emplacement d'un château-refuge du haut Moyen Âge et mesure 80 mètres de long sur 40 mètres de large. La partie la plus ancienne encore subsistante est de style roman.
La chapelle a été reconstruite en 1700 dans le style baroque.
Il a appartenu aux comtes de Hamm, puis aux familles von Malberg (1371) et von der Horst (vers 1580), et aux comtes de Lannoy (de la fin du XVIIe siècle à 1835).  

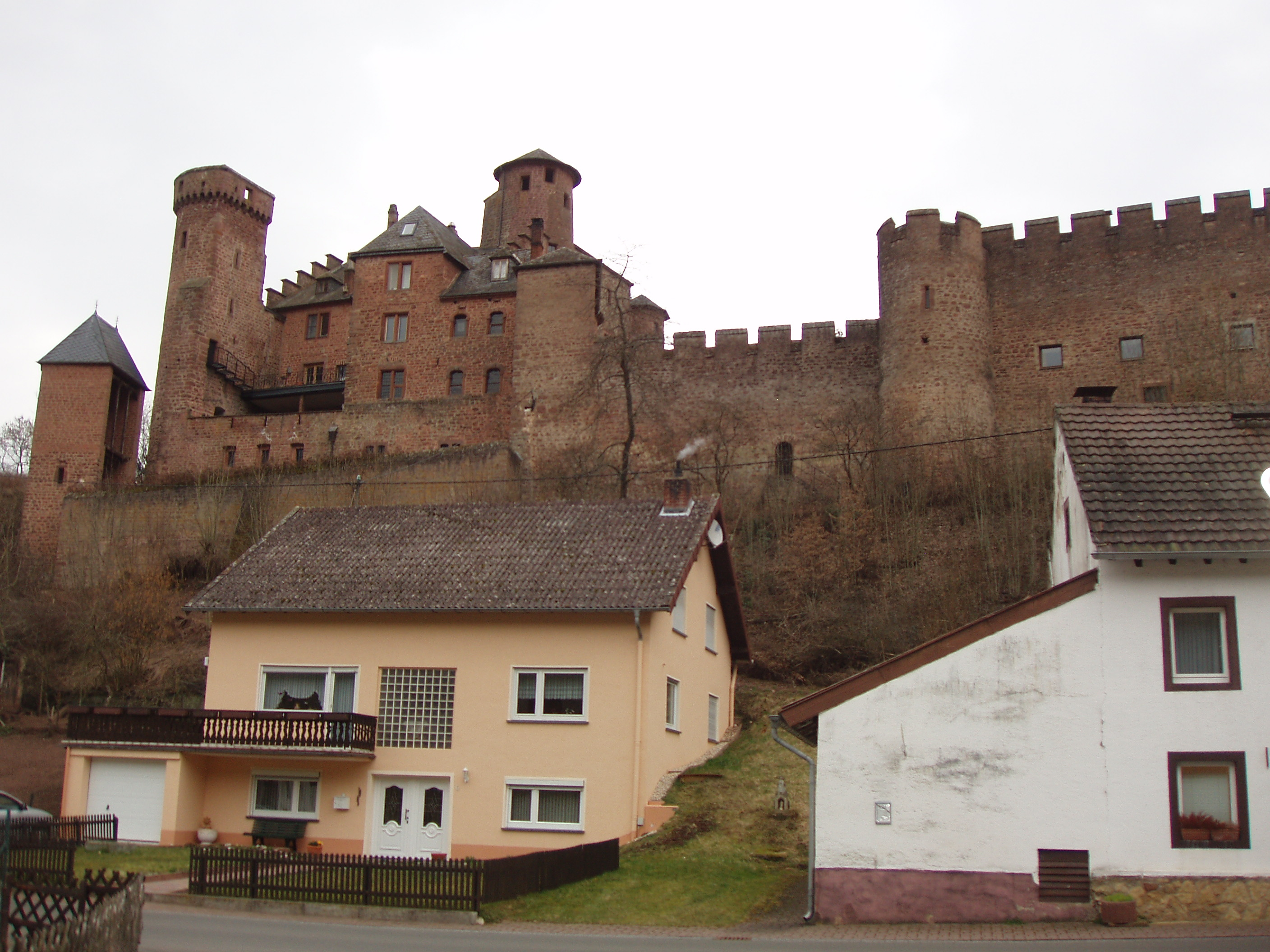
le château de Hamm (Eifel) vu de la Hauptstraße

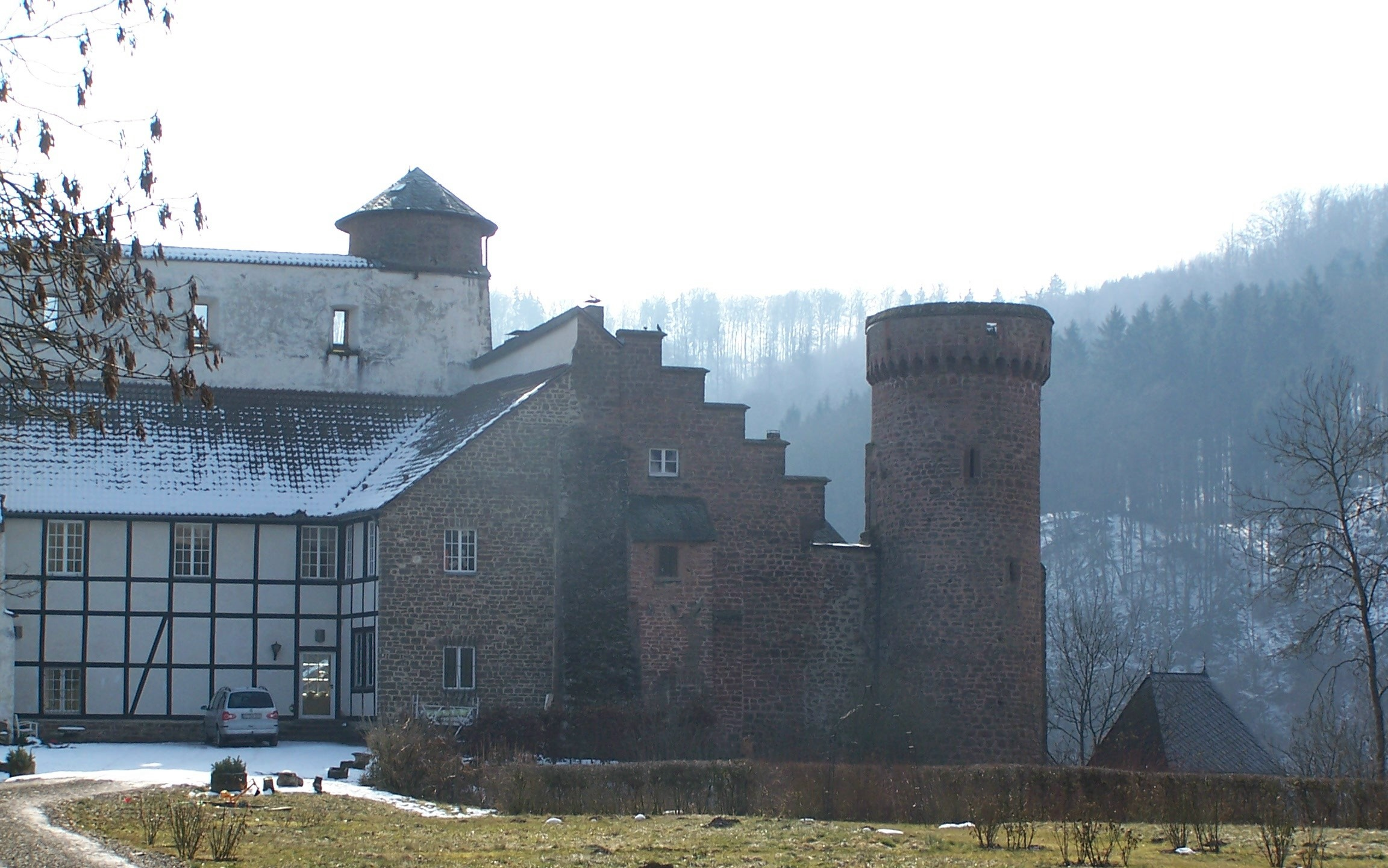
le château de Hamm (Eifel)

Il est actuellement possession du comte de Westeholt Gysenberg.

blason des comtes de Westerholt Gysenberg

Puisqu'il appartenait à une famille belge, le bâtiment n'a pas eu à subir de destructions par les troupes françaises et constitue l'un des plus grands châteaux de l'Eifel ainsi que l'un des mieux préservés.
Depuis 1998, on peut visiter le château ou y organiser des fêtes, manifestations culturelles et mariages (dans la chapelle et la salle gothique).

## Population et société

### Démographie
En 2014, la commune comptait 22 habitants.